# 卢江良
卢江良（1972年—），本名卢钢粮，笔名晨旭，浙江绍兴人。21世纪中国批判现实主义小说家，代表作有《狗小的自行车》、《城市蚂蚁》、《逃往天堂的孩子》等。